# Hyposoter exiguae
Hyposoter exiguae là một loài tò vò trong họ Ichneumonidae.